# Colutea buhsei
Colutea buhsei är en ärtväxtart som först beskrevs av Pierre Edmond Boissier, och fick sitt nu gällande namn av K.K. Shaparenko. Colutea buhsei ingår i släktet blåsärter, och familjen ärtväxter. Inga underarter finns listade i Catalogue of Life.